# Reza Enayati
Reza Enayati (Mashhad, 23 settembre 1976) è un allenatore di calcio ed ex calciatore iraniano,di ruolo attaccante, attuale commissario tecnico nazionale under-23 iraniana.